# John Ottman
John Ottman est un compositeur, monteur, réalisateur et producteur américain né le 6 juillet 1964 à San Diego, Californie (États-Unis). C'est un collaborateur régulier des réalisateurs Jaume Collet-Serra, et surtout Bryan Singer, de tous les longs métrages duquel il a assuré le montage et la musique, à l'exception du premier X-Men. Il remporte l'Oscar du Meilleur Montage pour Bohemian Rhapsody.

## Filmographie

### comme compositeur

#### Cinéma

##### Années 1990
- 1993 : Ennemi public (Public Access) de Bryan Singer
- 1995 : Usual Suspects (The Usual Suspects) de Bryan Singer
- 1995 : The Antelope Chess Game de Lance Tracy
- 1996 : Disjoncté (The Cable Guy) de Ben Stiller
- 1997 : Blanche-Neige : Le Plus Horrible des contes (Snow White: A Tale of Terror) de Michael Cohn
- 1997 : Incognito de John Badham
- 1998 : Goodbye Lover de Roland Joffé
- 1998 : Halloween 20 ans après, il revient (Halloween H20: 20 Years Later) de Steve Miner
- 1998 : Un élève doué (Apt Pupil) de Bryan Singer
- 1999 : Lake Placid de Steve Miner

##### Années 2000
- 2000 : Urban Legend 2 : Coup de grâce (Urban Legends: Final Cut) de John Ottman
- 2001 : Bubble Boy de Blair Hayes
- 2002 : Pumpkin d'Anthony Abrams et Adam Larson Border
- 2002 : Arac Attack, les monstres à huit pattes (Eight Legged Freaks) d'Ellory Elkayem
- 2002 : Mauvais piège (Trapped) de Luis Mandoki
- 2003 : X-Men 2 (X2) de Bryan Singer
- 2003 : Gothika de Mathieu Kassovitz
- 2004 : Cellular de David Richard Ellis
- 2005 : Trouble Jeu (Hide and Seek) de John Polson
- 2005 : La Maison de cire (House of Wax) de Jaume Collet-Serra
- 2005 : Kiss Kiss Bang Bang de Shane Black
- 2005 : Les 4 Fantastiques (Fantastic Four) de Tim Story
- 2006 : Superman Returns de Bryan Singer
- 2007 : Les Quatre Fantastiques et le Surfer d'argent (Fantastic Four Rise of the Silver Surfer) de Tim Story
- 2007 : Invasion (The Invasion) d'Oliver Hirschbiegel
- 2008 : Walkyrie (Valkyrie) de Bryan Singer
- 2009 : Esther (The Orphan) de Jaume Collet-Serra
- 2009 : Astro Boy de David Bowers

##### Années 2010
- 2010 : The Losers de Sylvain White
- 2011 : La Locataire (The Resident) de Antti Jokinen
- 2011 : Sans identité (Unknown) de Jaume Collet-Serra (co-compositeur avec Alexander Rudd)
- 2013 : Jack le chasseur de géants (Jack the Giant Slayer) de Bryan Singer
- 2014 : Non-Stop de Jaume Collet-Serra
- 2014 : X-Men: Days of Future Past de Bryan Singer
- 2016 : The Nice Guys de Shane Black
- 2016 : X-Men: Apocalypse de Bryan Singer
- 2018 : Bohemian Rhapsody de Bryan Singer

#### Télévision

##### Téléfilms
- 2002 : Le Sang du frère (My Brother's Keeper) de John Badham
- 2002 : Au cœur des flammes (Point of Origin) de Newton Thomas Sigel

##### Documentaires vidéo
- 2002 : Round Up: Deposing 'The Usual Suspects'
- 2003 : Evolution in the Details: The Design of 'X2'
- 2003 : The Second Uncanny Issue of X-Men! Making 'X2'
- 2004 : Dialing Up 'Cellular' de Jeffrey Schwarz
- 2004 : Celling Out de Jeffrey Schwarz

#### Courts métrages
- 1995 : Night Train de John Coven
- 2004 : Lonely Place de Kevin Ackerman
- 2010 : The RRF in New Recruit de David Bowers
- 2010 : Astro Boy vs. The Junkyard Pirates de David Bowers
- 2010 : Halloween: The Night He Came Back d'Eric Iyoob et Darla Rae

### comme monteur
- 1988 : Lion's Den (court-métrage) de Bryan Singer et lui-même
- 1993 : Ennemi public (Public Access) de Bryan Singer
- 1995 : Usual Suspects (The Usual Suspects) de Bryan Singer
- 1998 : Un élève doué (Apt Pupil) de Bryan Singer
- 2000 : Urban Legend 2 : Coup de grâce (Urban Legends: Final Cut) de lui-même
- 2003 : X-Men 2 (X2) de Bryan Singer
- 2006 : Superman Returns de Bryan Singer
- 2008 : Walkyrie (Valkyrie) de Bryan Singer
- 2013 : Jack le chasseur de géants (Jack the Giant Killer) de Bryan Singer
- 2014 : X-Men: Days of Future Past de Bryan Singer
- 2016 : X-Men: Apocalypse de Bryan Singer
- 2018 : Bohemian Rhapsody de Bryan Singer

### comme réalisateur
- 1988 : Lion's Den (court-métrage) (coréalisé avec Bryan Singer)
- 2000 : Urban Legend 2 : Coup de grâce (Urban Legends: Final Cut)

### comme producteur
- 1998 : Un élève doué (Apt Pupil) de Bryan Singer
- 2013 : Jack le chasseur de géants (Jack the Giant Killer) de Bryan Singer

## Jeux vidéo
- 1995 : I Have No Mouth, and I Must Scream (compositeur)

## Distinctions
Source :

### Récompenses
- Saturn Awards 1996 : meilleure musique pour Usual Suspects
- BAFTA 1996 : meilleur montage pour Usual Suspects
- BMI Film & TV Awards 2004 : pour X-Men 2
- Saturn Awards 2007 : meilleure musique pour Superman Returns
- BMI Film & TV Awards 2009 : pour Walkyrie
- Oscars 2019 : Meilleur montage pour Bohemian Rhapsody
- American Cinema Editors : Meilleur montage pour Bohemian Rhapsody

### Nominations
- Eddie Awards (American Cinema Editors) : meilleur montage pour Usual Suspects
- Saturn Awards 2004 : meilleure musique pour X-Men 2
- Saturn Awards 2006 : meilleure musique pour Kiss Kiss Bang Bang
- Saturn Awards 2009 : meilleure musique pour Walkyrie